# Motor diesel

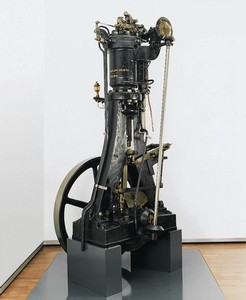
Prototipul din 1894

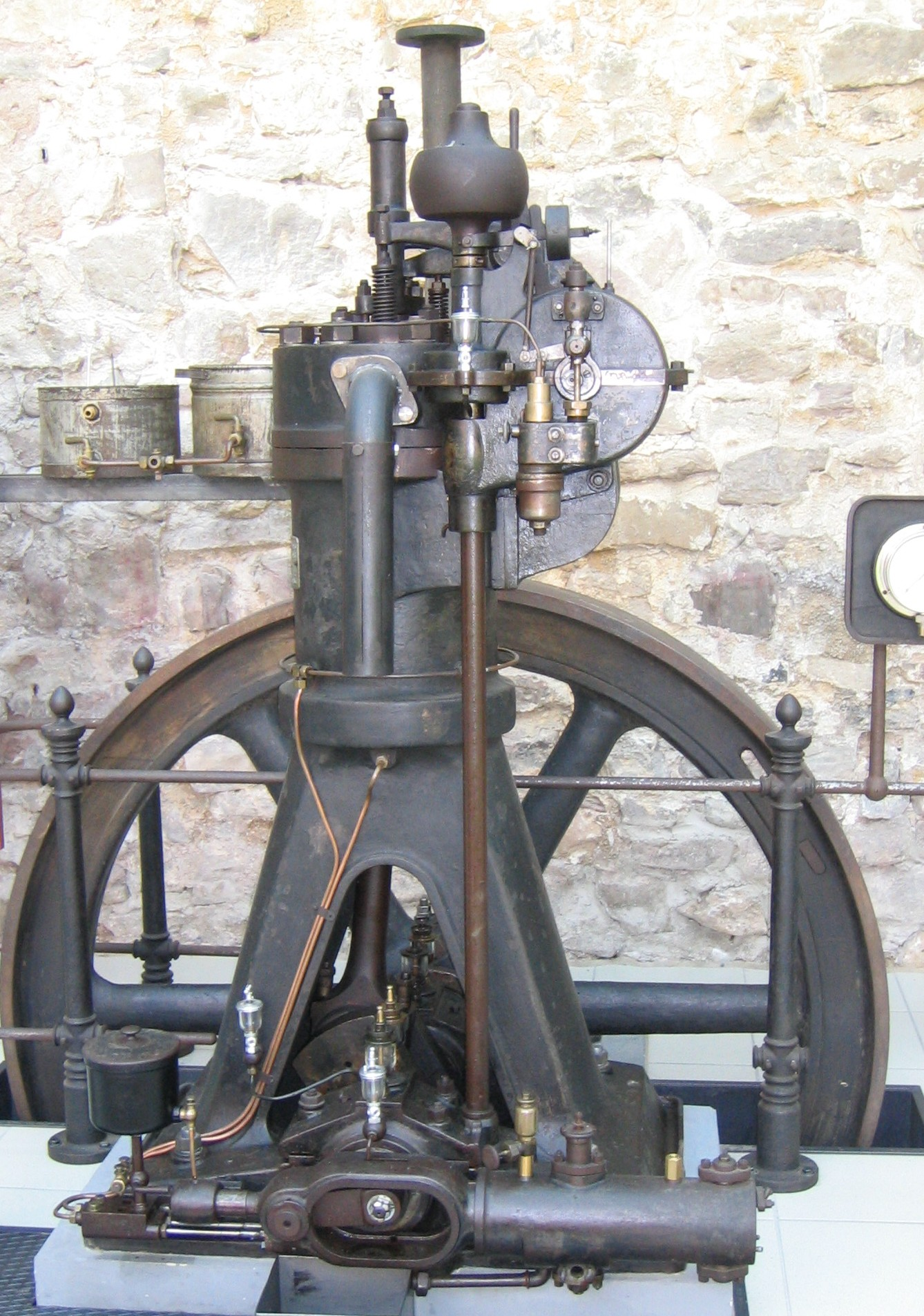
Motor diesel construit de MAN AG în 1906

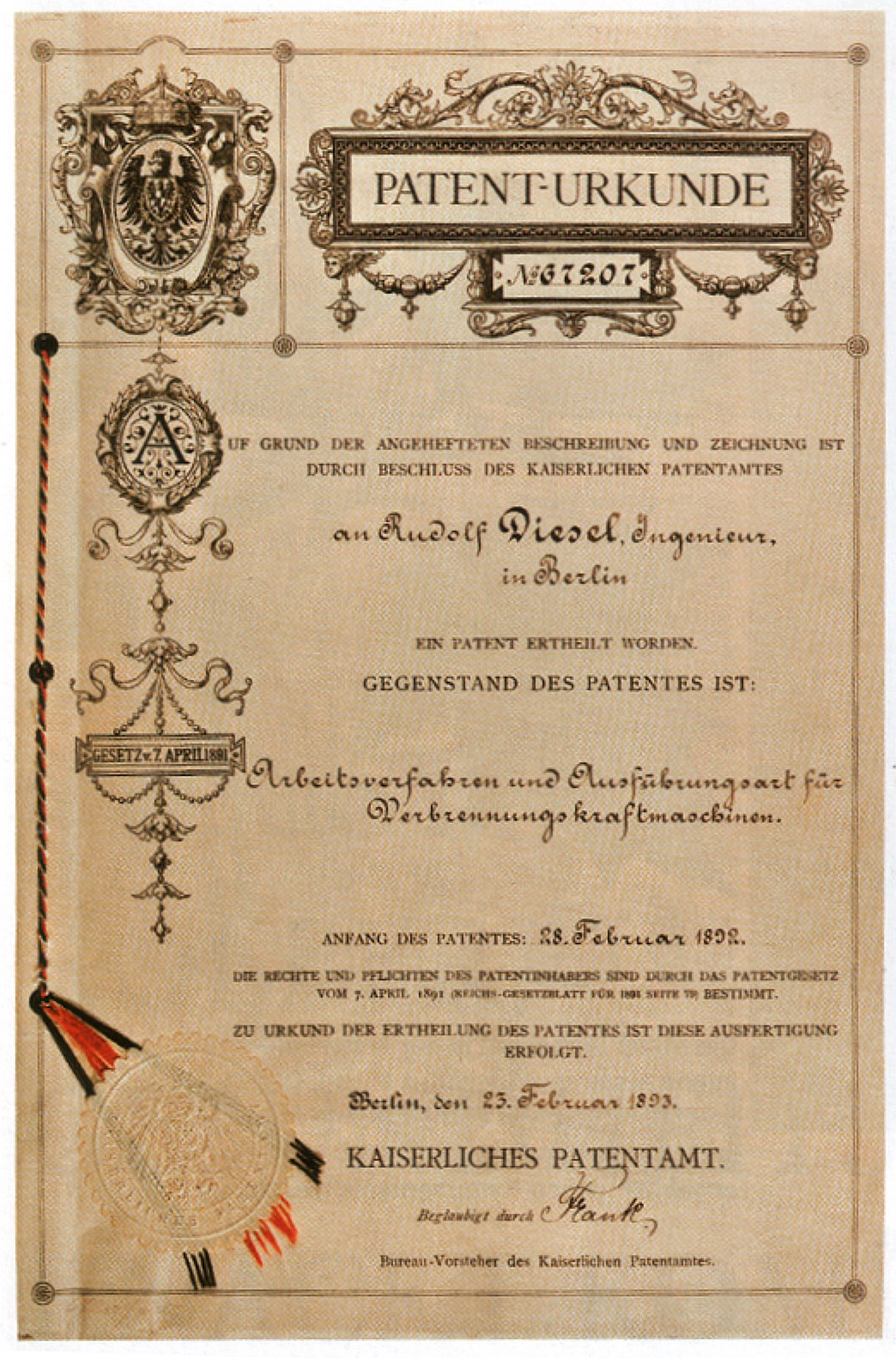
Patentul lui Rudolf Diesel din 1893 pe proiectul motorului său

Motorul diesel este un motor cu ardere internă în care combustibilul se aprinde datorită temperaturii ridicate create de comprimarea aerului necesar arderii, și nu prin utilizarea unui dispozitiv auxiliar, așa cum ar fi bujia în cazul motorului cu aprindere prin scânteie.
Motorul lucrează pe baza ciclului Diesel.

## Istorie
Numele motorului a fost dat după inginerul german Rudolf Diesel la sugestia soției sale, Martha Diesel, care în 1895 îl sfătuiește cu: Nenn ihn doch einfach Dieselmotor! („numește-l pur și simplu motor Diesel!”), ușurând astfel lui Diesel căutarea după denumirea motorului, pe care l-a inventat în 1892 și l-a patentat pe 23 februarie 1893. Intenția lui Diesel a fost ca motorul său să utilizeze o gamă largă de combustibili, inclusiv praful de cărbune.  Diesel și-a prezentat invenția funcționând în 1900 la Expoziția Universală (World's Fair) având drept combustibil ulei de alune (vezi biodiesel). 

### Scurtă cronologie
- 1862 - Nikolaus Otto dezvoltă motorul pe bază de gaz de cărbune, similar unui motor pe benzină modern.
- 1891 - Herbert Akroyd-Stuart îmbunătățește motorul său pe bază de ulei și cedează drepturile către Hornsby din Anglia pentru construcția motoarelor. Aceștia au construit primul motor cu aprindere prin comprimare cu start rece.
- 1892 - Motorul Hornsby cu numărul 101 este construit și instalat într-o casă de apă. Acesta se află în muzeul camioanelor MAN din nordul Angliei.
- 1892 - Rudolf Diesel dezvoltă versiunea sa de motor având la bază principiile motorului Carnot alimentat cu praf de carbune. În data de 10 august 1893 în Maschinenfabrik Augsburg pornește pentru prima dată motorul inventat de el. Aprinderea carburantului în cilindru produsese o bubuitură atât de puternică, incât a spart niște geamuri și aparate de măsurat, motorul însă rămânând intact. A mai durat însă încă patru ani, până motorul a funcționat. El avea o putere de 20 CP.[1] El este angajat de Carl von Linde, apoi de producătorul de fier MAN AG din München și mai tărziu de Sulzer, companie de motoare din Elveția. Diesel împrumută idei de la fiecare și lasă o moștenire bogată firmelor.
- 1892 - John Froelich construiește un tractor cu motor având drept combustibil petrolul.
- 1894 - Witte, Reid, and Fairbanks încep construcția de motoare pe bază de petrol cu diverse sisteme de aprindere.
- 1896 - Hornsby construiește tractoare cu motor diesel și motoare pentru locomotive.
- 1897 - Winton produce și conduce primul automobil pe benzină din Statele Unite; mai târziu construiește fabrici de motoare diesel.
- 1897 - Mirrlees, Watson & Yaryan construiesc primul motor diesel englez cu licență Rudolf Diesel. Acesta este expus în Science Museum din South Kensington, Londra.

## Cum funcționează motorul diesel
Comprimarea unui gaz conduce la creșterea temperaturii sale, aceasta fiind metoda prin care se aprinde combustibilul în motoarele diesel. Aerul este aspirat în cilindri și este comprimat de către piston până la un raport de 25:1, mai ridicat decât cel al motoarelor cu aprindere prin scânteie. Spre sfârșitul cursei de comprimare motorina (combustibilul) este pulverizată în camera de ardere cu ajutorul unui injector. Motorina se aprinde la contactul cu aerul deja încălzit prin comprimare până la o temperatura de circa 700-900 °C. Arderea combustibilului duce la creșterea temperaturii și presiunii, care acționează pistonul. În continuare, ca la motoarele obișnuite, biela transmite forța pistonului către arborele cotit, transformând mișcarea liniară în mișcare de rotație. Aspirarea aerului în cilindri se face prin intermediul supapelor, dispuse la capul cilindrilor. Pentru mărirea puterii, majoritatea motoarelor diesel moderne sunt supraalimentate cu scopul de a mări cantitatea de aer introdusă în cilindri. Folosirea unui răcitor intermediar pentru aerul introdus în cilindri crește densitatea aerului și conduce la un randament mai bun.
În timpul iernii, când afară este frig, motoarele diesel pornesc mai greu deoarece masa metalică masivă a blocului motor (format din cilindri și chiulasă) absoarbe o mare parte din căldura produsă prin comprimare, reducând temperatura și împiedicând aprinderea. Unele motoare diesel folosesc dispozitive electrice de încălzire, de exemplu bujii cu incandescență, ajutând la aprinderea motorinei la pornirea motorului diesel. Alte motoare folosesc rezistențe electrice dispuse în galeria de admisie, pentru a încălzi aerul. Sunt folosite și rezistențe electrice montate în blocul motor, tot pentru a ușura pornirea și a micșora uzura. Motorina are un grad mare de viscozitate, mai ales la temperaturi scăzute, ducând la formarea de cristale în combustibil, în special în filtre, împiedicând astfel alimentarea corectă a motorului. Montarea de mici dispozitive electrice care să încălzească motorina, mai ales în zona rezervorului și a filtrelor a rezolvat această problemă. De asemenea, sistemul de injecție al multor motoare trimite înapoi în rezervor motorina deja încălzită, care nu a fost injectată, prevenind astfel cristalizarea combustibilului din rezervor. În prezent, folosirea aditivilor moderni a rezolvat și această problemă.
O componentă vitală a motoarelor diesel este regulatorul de turație, mecanic sau electronic, care reglează turația motorului prin dozarea corectă a motorinei injectate. Spre deosebire de motoarele cu aprindere prin scânteie (Otto), cantitatea de aer aspirată nu este controlată, fapt ce duce la supraturarea motorului. Regulatoarele mecanice se folosesc de diferite mecanisme în funcție de sarcină și viteză. Regulatoarele motoarelor moderne, controlate electronic, comandă injecția de combustibil și limitează turația motorului prin intermediul unei unități centrale de control care primește permanent semnale de la senzori, dozând corect cantitatea de motorină injectată.
Controlul precis al timpilor de injecție este secretul reducerii consumului și al emisiilor poluante. Timpii de injecție sunt măsurați în unghiuri de rotație ai arborelui cotit înainte de punctul mort superior. De exemplu, dacă unitatea centrală de control inițiază injecția cu 10 grade înainte de punctul mort superior, vorbim despre un avans la injecție de 10 grade. Avansul la injecție optim este dat de construcția, turația și sarcina motorului respectiv.
Avansând momentul injecției (injecția are loc înainte ca pistonul să ajungă la  punctul mort interior) arderea este completă, la presiune și temperatură mare, dar cresc și emisiile de oxizi de azot. La cealaltă extremă, o injecție întârziată conduce la ardere incompletă și emisii vizibile de particule 
Motorul diesel modern este o îmbinare a creațiilor a doi inventatori. În mare, rămâne fidel conceptului original al lui Rudolf Diesel, adică combustibilul este aprins prin comprimarea aerului din cilindru. Însă, aproape toate motoarele diesel de azi folosesc așa-numitul sistem de injecție solidă, inventat de Herbert Akroyd Stuart, pentru motorul său cu cap incandescent (un motor cu aprindere prin comprimare care precedase motorul diesel, dar funcționează oarecum diferit). În cazul injecției solide, combustibilul este adus la o presiune extremă cu ajutorul unor pompe și introdus în camera de ardere prin intermediul unor injectoare și a aerului comprimat, într-o stare aproape solidă. La început, combustibilul era injectat în motorul diesel cu ajutorul aerului comprimat care îl pulveriza în cilindru. Mărimea compresorului de aer era atât de mare, încât primele motoare diesel erau foarte grele și voluminoase în raport cu puterea produsă, mai ales datorită antrenării unor astfel de compresoare. Primele motoare montate pe nave aveau un motor auxiliar dedicat antrenării compresorului de injecție. Sistemul era prea mare și greoi pentru a fi folosit în industria auto.

### Injecția controlată mecanic și electronic
Motoarele din vechile generații utilizau o pompă mecanică și un mecanism cu supape antrenate de arborele cotit, de obicei prin intermediul unui lanț sau curea dințată. Aceste motoare foloseau injectoare simple, cu supapă și arc, care se deschideau/închideau la o anumită presiune a combustibilului. Pompa consta dintr-un cilindru care comprima motorina și o supapă sub formă de disc care se rotea la jumătate din turația arborelui cotit. Supapa avea o singură deschidere pe o parte, pentru combustibilul sub presiune și o alta pentru fiecare injector. Pe măsură ce se rotea, discul supapei distribuia fiecărui injector o cantitate precisă de combustibil la mare presiune. Supapa injectorului era acționată de presiunea motorinei injectate atât timp cât discul debita combustibil cilindrului respectiv. Regimul motorului era controlat de un al treilea disc care se rotea doar câteva grade și era acționat de o pârghie. Acest disc controla deschiderea prin care trecea combustibilul, dozînd astfel cantitatea de motorină injectată.
Vechile motoare diesel puteau fi pornite, din greșeală, și în sens invers, deși funcționau ineficient datorită ordinii de aprindere dereglate. Aceasta era de obicei consecința pornirii mașinii într-o treaptă de viteză greșită.
Motoarele moderne au o pompă de injecție care asigură presiunea necesară injecției. Fiecare injector este acționat electromagnetic prin intermediul unei unități centrale de control, fapt ce permite controlul precis al injecției în funcție de turație și sarcină, având ca rezultat performanțe mărite și un consum scăzut. Soluția tehnică mai simplă a ansamblului pompă-injector a condus la construcția de motoare mai fiabile și mai silențioase.
Injecția indirectă
În cazul motorului diesel cu injecție indirectă, motorina nu este injectată direct în camera de ardere, ci într-o antecameră unde arderea este inițiată și se extinde apoi în camera de ardere principală, antrenată de turbulența creată. Sistemul permite o funcționare liniștită, și, deoarece arderea este favorizată de turbulență, presiunea de injecție poate fi mai scăzută, deci sunt permise viteze de rotație mari (până la 4000 rpm), mult mai potrivite autoturismelor. Antecamera avea dezavantajul pierderilor mari de căldură, ce trebuiau suportate de către sistemul de răcire și a unei eficiențe scăzute a arderii, cu până la 5-10% mai scăzută față de motoarele cu injecție directă. Aproape toate motoarele trebuiau să aibă un sistem de pornire la rece, ca de exemplu bujii incandescente. Motoarele cu injecție indirectă au fost folosite pe scară mare în industria auto și navală începând din anii timpurii 1950 până în anii 1980, când injecția directă a progresat semnificativ. Motoarele cu injecție indirectă sunt mai ieftine și mai ușor de construit pentru domeniile de activitate unde emisiile poluante nu sunt o prioritate.  Chiar și în cazul noilor sisteme de injecție controlate electronic, motoarele cu injecție indirectă sunt încet înlocuite de cele dotate cu injecție directă, care sunt mult mai eficiente.
În perioada de dezvoltare a motoarelor diesel din anii 1930, diferiți constructori au pus la punct propriile tipuri de antecamere de ardere. Unii constructori, precum Mercedes-Benz, aveau forme complexe. Alții, precum Lanova, utilizau un sistem mecanic de modificare a formei antecamerei, în funcție de condițiile de funcționare. Însă, cea mai folosită metodă a fost cea în formă de spirală, concepută de Harry Ricardo ce folosea un design special pentru a crea turbulențe. Majoritatea producătorilor europeni au folosit acest tip de antecamere sau și-au dezvoltat propriile modele (Mercedes Benz și-a menținut propriul design mulți ani).

### Injecția directă
Motoarele moderne folosesc una din următoarele metode de injecție directă. 

#### Injecția directă cu pompă-distribuitor
Primele motoare diesel cu injecție directă au folosit o pompă de injecție rotativă, cu injectoarele montate în partea superioara a camerei de ardere și nu într-o antecameră. Exemple de vehicule dotate cu astfel de motoare sunt Ford Transit sau Rover Maestro, având ambele motoare fabricate de Perkins. Problema acestor motoare era zgomotul excesiv și emisiile de fum. Din această cauză aceste motoare au fost la început montate doar pe vehicule comerciale – excepția notabilă fiind autoturismul Fiat Croma. Consumul era cu 15 - 20 % mai scăzut decât la un motor diesel cu injecție indirectă, îndeajuns să compenseze, pentru unii, zgomotul produs.
Primul motor cu injecție directă de mică capacitate, produs în serie a fost conceput de grupul Rover. Motorul cu 4 cilindri, cu o capacitate de 2500 cmc, a fost folosit de Land Rover pe vehiculele sale din 1989, având chiulasa din aluminiu, injecție Bosch în 2 trepte, bujii incandescente pentru pornire ușoară și un mers lin și economic.
Controlul electronic al pompei de injecție a transformat radical acest tip de motor. Pionierul a fost grupul Volkswagen-Audi cu modelul Audi 100 TDI apărut în 1989. Presiunea de injecție era de circa 300 bar, dar momentul injecției, cantitatea de motorină injectată și turbocompresorul erau controlate electronic. Acest lucru a permis un nivel aceptabil de zgomot și emisii poluante. Destul de rapid tehnologia a penetrat și la vehiculele de masă precum Golf TDI. Aceste autovehicule erau mai economice și mai puternice decât competitorii pe injecție indirectă.

#### Injecția directă cu rampă comună (common rail)
La vechile motoare diesel o pompă-distribuitor asigura presiunea necesară la injectoare care erau simple duze prin care motorina era pulverizată în camera de ardere.
La sistemele cu rampă comună, distribuitorul este eliminat. O pompă de înaltă presiune menține motorina la o presiune constantă de 1800 bari într-o rampă comună, o conductă unică care alimentează fiecare injector comandat electromagnetic de mare precizie sau chiar injectoare piezoelectrice (utilizate de Mercedes la motorul diesel cu 6 cilindri în V de 3 L).
Majoritatea constructorilor europeni au în gama lor modele echipate cu motoare diesel common rail, chiar și la vehiculele comerciale. Unii constructori japonezi, precum Toyota, Nissan și, mai recent, Honda, au dezvoltat și ei motoare diesel cu rampă comună.
Diferiți constructori de automobile au denumiri diferite pentru motoarele lor diesel cu rampă comună.  Spre exemplu: CDI la DaimlerChrysler, TDCi la Ford, JTD la grupul Fiat, dCi la Renault, CDTi la Opel, CRDi la Hyunday, DI-D la Mitsubishi, HDI la grupul PSA, D-4D la Toyota.

#### Injecția directă cu pompă-injector
Acest tip de sistem injectează, de asemenea, motorina direct în cilindru. Injectorul și pompa formează un corp comun plasat în capătul cilindrului. Fiecare cilindru are propria pompă care alimentează injectorul propriu, fapt ce exclude fluctuațiile de presiune și asigură o injecție consistentă. Acest tip de injecție, dezvoltat de Bosch, este folosit de către autoturismele grupului Volkswagen AG - denumit sistemul pompă-injector - și de către Mercedes Benz și majoritatea fabricanților de motoare diesel mari (CAT, Cummins, Detroit Diesel). Ultimele realizări asigură o presiune de injecție crescută, de până la 2050 bar.

## Tipuri de motoare diesel

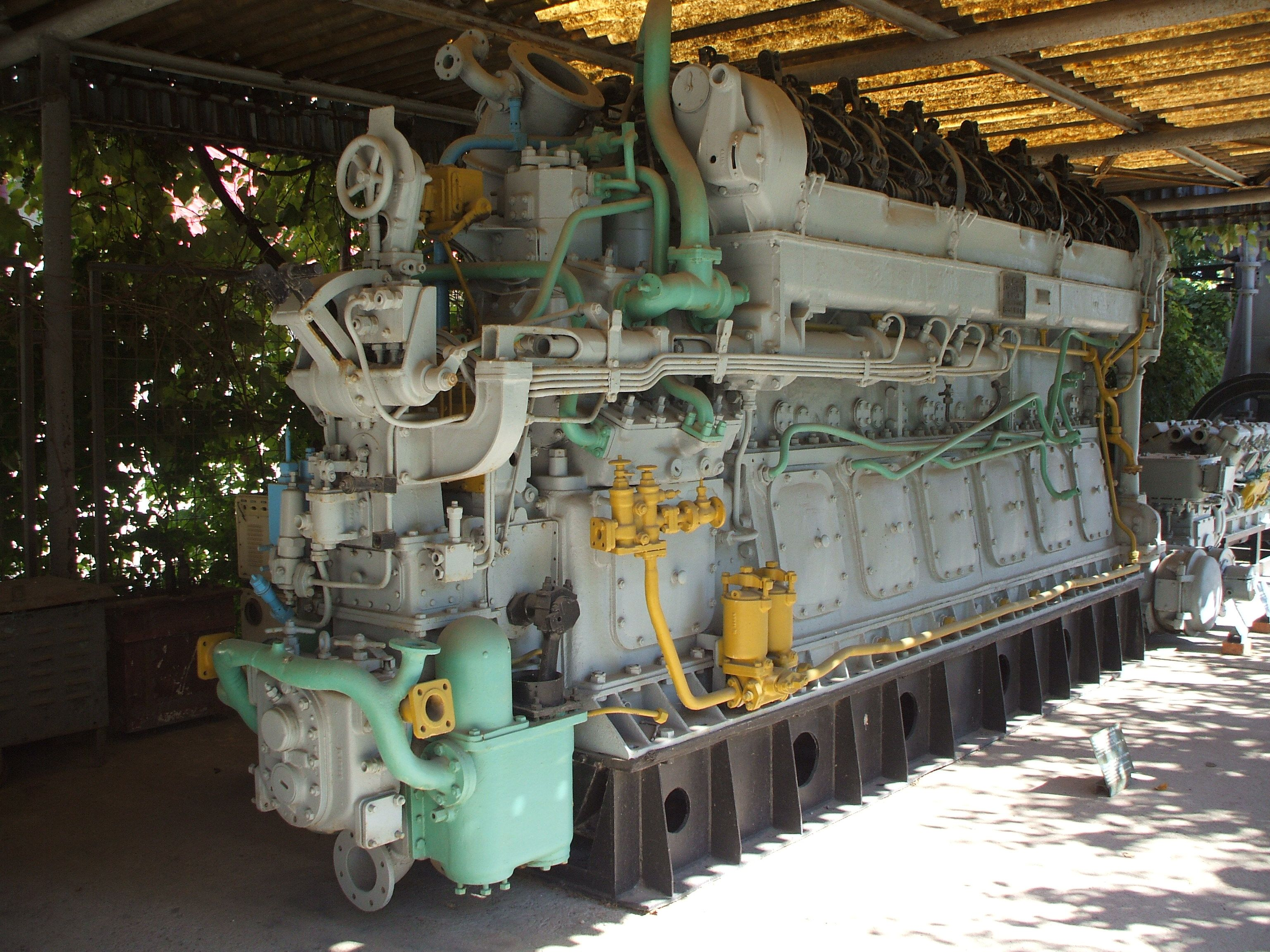
Motorul naval Diesel-Krupp al submarinului Delfinul.

### Motoarele diesel timpurii
Intenția lui Rudolph Diesel a fost aceea de a înlocui motorul cu abur ca sursă primară de energie pentru industrie. Motoarele diesel de la sfârșitul secolului XIX și începutul secolului XX foloseau aceeași formă și dispunere ca motoarele cu abur industriale: cilindri cu cursă mare, fără carter, supape exterioare, chiulase pentru fiecare cilindru și arbore cotit cuplat la un volant enorm. Curând, vor apărea motoare mai mici, cu cilindri verticali, în timp ce majoritatea  motoarelor industriale de mărime mare și medie aveau tot cilindri orizontali, și întocmai ca motoarele cu abur, aveau mai mulți cilindri. Cele mai mari motoare diesel timpurii erau replici ale celor cu abur, cu lungimi impresionante, de câțiva metri. Acestea funcționau cu viteze foarte mici, în special datorită motorinei injectate cu ajutorul aerului comprimat, dar și pentru că trebuiau să corespundă majorității utilajelor industriale construite pentru motoarele cu abur, unde vitezele normale de operare se încadrau între 100 și 300 rpm. Motoarele erau pornite cu ajutorul aerului comprimat, care era introdus în cilindri și rotea motorul, deși cele mai mici puteau fi pornite și manual.
În primele decenii ale secolului al XX-lea, când marile motoare diesel erau montate pe nave, acestea aveau forma motoarelor cu abur, pistonul împingea o tijă cuplată la o bielă ce rotea arborele motor. Urmând modelul motoarelor cu abur, s-au construit motoare cu dublă acțiune, unde arderea avea loc în ambele părți ale pistonului pentru a mări puterea. Acestea aveau doua rânduri de supape și două sisteme de injecție. Sistemul permitea, de asemenea, modificarea sensului de rotație, prin modificarea timpilor de injecție. Prin urmare, motorul putea fi cuplat direct la axul elicei, fără a mai fi nevoie de o cutie de viteze. Deși aveau o putere mare și erau foarte eficiente, marea problemă a motoarelor cu dublă acțiune era etanșeitatea camerelor de ardere. În anii 1930 s-a descoperit că  montarea turbocompresoarelor era o soluție mai ușoară și eficientă.

### Motoarele diesel moderne
Motoarele diesel sau cu aprindere prin comprimare sunt în doi sau în patru timpi. Majoritatea motoarelor sunt în patru timpi, dar unele motoare mari funcționează în 2 timpi, de exemplu cele de pe nave. Majoritatea locomotivelor moderne folosesc motoare diesel în doi timpi, cuplate la generatoare electrice ce acționează motoare electrice, eliminând nevoia transmisiei. Pentru creșterea presiunii în cilindri s-a folosit supraalimentarea, mai ales la motoarele diesel în doi timpi care au câte o cursă utilă la fiecare rotație a arborelui cotit.
În mod normal, cilindrii sunt multiplu de doi, dar se poate folosi orice număr de cilindri, atât timp cât sunt eliminate vibrațiile excesive. Cea mai folosită configurație este cea de 6 cilindri în linie, dar sunt folosiți și 8 cilindri în V sau 4 în linie. Motoarele de mică capacitate (în special cele sub 5000 cmc) au de obicei 4 (majoritatea lor) sau 6 cilindri, fiind folosite la autoturisme. Există și motoare cu 5 cilindri, un bun compromis între funcționarea lină a unuia de 6 cilindri și dimensiunile reduse ale unuia de 4 cilindri. Motoarele diesel pentru întrebuințări curente (bărci, generatoare, pompe) au 4, 3, 2 sau chiar un singur cilindru pentru capacități mici.
În dorința de a îmbunătății raportul greutate/putere s-au adus inovații privind dispunerea cilindrilor pentru a obține mai multă putere per cilindree. Cel mai cunoscut este motorul Napier Deltic, cu trei cilindri dispuși sub formă de triunghi, fiecare cilindru având 2 pistoane cu acțiune opusă, întregul motor având 3 arbori cotiți. Compania de camioane Commer din Marea Britanie a folosit un motor asemănător pentru vehiculele sale, proiectat de Tillings-Stevens, membru al Grupului Rootes, numit TS3. Motorul TS3 avea 3 cilindri în linie, dispuși orizontal, fiecare cu 2 pistoane cu acțiune opusă conectate la arborele cotit printr-un mecanism de tip culbutor. Deși ambele soluții tehnice produceau o putere mare pentru cilindreea lor, motoarele erau complexe, scumpe de produs și întreținut, iar când tehnica supraalimentarii s-a îmbunătățit în anii 1960, aceasta a rămas o soluție marginală pentru creșterea puterii.
Înainte de 1949, Sulzer a construit, experimental, motoare în doi timpi supraalimentate la 6 bar, presiune obținută cu ajutorul unor turbine acționate de gazele de evacuare. 

## Avantajele și dezavantajele motorului diesel față de cel cu aprindere prin scânteie

### Emisii de gaze
Emisiile poluante ale motoarelor cu ardere internă

#### Legislația privind emisiile poluante
Cunoașterea efectelor nocive ale emisiilor poluante emise de motoarele cu ardere internă a impus limitarea lor treptată. Această acțiune a început în anul 1959 în statul american California când s-au stabilit primele standarde de reducere a emisiilor poluante pentru concentrațiile de CO și hidrocarburi. Acțiunea a continuat și în anii următori cu emisiile de evaporare din carburator și rezervorul de combustibil, apoi densitatea fumului și așa mai departe pentru toate gazele ce fac parte din emisiile poluante.

#### Nocivitatea emisiilor
HC – hidrocarburi. Aceste substanțe nu au un efect direct asupra sănătății, cu excepția hidrocarburilor policiclice aromate, despre care este stabilit caracterul lor cancerigen. S-a stabilit că aceste hidrocarburi nearse care sunt evacuate de motoarele cu ardere internă au un rol important în formarea smogului fotochimic.
Smogul fotochimic reprezintă o ceață, caracteristică unor regiuni geografice (California, Tokyo). Denumirea provine de la combinarea cuvintelor de origine engleză smoke + fog și este produs în atmosferă sub acțiunea razelor solare, în special datorită hidrocarburilor și oxizilor de azot. Smogul este iritant pentru ochi și mucoase, reduce mult vizibilitatea și este un pericol pentru traficul rutier. Mecanismul de formare este generat de 13 reacții chimice catalizate de prezența razelor solare.
Aldehidele Substanțe organice prezente în gazele de evacuare în proporție relativ scăzută pentru combustibili clasici de natură petrolieră, dar cu o pondere mult mai mare pentru combustibilii proveniți din alcooli. Sunt substanțe iritante pentru organism, iar dintre acestea formaldehida are un important potențial cancerigen.
CO (oxidul de carbon) – are un efect toxic generat de fixarea hemoglobinei în sânge prin care se împiedică alimentarea cu oxigen a creierului. O mare influență o are la persoanele cardiace, care pot avea crize cardiace cu o frecvență mult mai mare.
Oxizii de azot NO și NO2 Oxizii de azot au efecte dăunătoare prin contribuția adusă la formarea smogului, precum și prin efect direct asupra omului. Principalele efecte sunt legate de fixarea hemoglobinei și prin efecte mai ales la bolnavii pulmonari. De asemenea, oxizii de azot împreună cu oxizii de sulf contribuie la formarea ploilor acide.
Particulele nemetalice Aceste particule, în special cele de funingine, sunt emise mai ales de motoarele diesel. Aceste particule pot fi inhalate în plămâni, unele din ele putând avea și efect cancerigen. Efectul particulelor se poate manifesta și asupra clădirilor.
Particulele de plumb Acțiunea plumbului este foarte dăunătoare asupra omului și este bine cunoscută încă din antichitate. Concentrații scăzute de plumb provoacă tulburarea albuminelor și glucidelor, atacă rinichii și sistemele nervos și central. Intoxicația cronică de Pb se numește saturnism și provoacă colită, insuficiență renală, etc. Plumbul se găsește în combustibilii etilați pentru motoarele cu aprindere prin scânteie. 
Bioxidul de carbon este prezent în aerul atmosferic, iar la concentrații de până la 3-4 la mie este util în procesul de fotosinteză. Aspectul îngrijorător al creșterii concentrației de bioxid de carbon este dat de apariția efectului de seră (reducerea cantității de energie radiate de pământ către spațiul cosmic, datorită reținerii căldurii în unele gaze). Acest efect de seră poate conduce la creșterea temperaturii medii la nivelul solului, iar motoarele cu ardere internă au o mare pondere în creșterea concentrației de dioxid de carbon.

#### Măsurarea produșilor poluanți
La motoarele cu ardere internă măsurarea produșilor poluanți se poate face în mai multe moduri:
- Concentrația gazelor poluante în gazele de evacuare (exprimat în părți pe milion ppm sau procentual)
- Concentrația de emisie poluantă a unui motor care echipează un autovehicul raportat la unitatea de distanță parcursă (g/km sau g-milă) pentru a determina mai exact efectul produs de autovehiculul respectiv.
- Pentru motoarele diesel staționare de putere mare se poate utiliza o unitate de măsură raportată la energia produsă (g/(CPh) sau g/(kWh))

Legătura care există între cantitatea de emisii evacuată în atmosferă și regimul de funcționare al motorului a impus elaborarea unor norme de definire a ciclurilor funcționale considerate reprezentative pentru condițiile obișnuite de funcționare. De asemenea sunt standardizate tehnica de măsurare experimentală, metodele de prelevare a probelor de gaz și prelucrarea rezultatelor.
Cicluri standard de funcționare.
În Uniunea Europeană se aplică ciclul standard ECE + EUDC pentru autovehiculele și autoutilitarele de până la 3,5 tone. Acest ciclu este definit prin variația vitezei vehiculului în intervalul de probă.

### Putere și moment cinetic
Pentru uzul comercial, cum ar fi tractarea, transportul mărfurilor grele sau a altor sarcini care necesita cuplu mare, motoarele diesel au un cuplu mai mare decât cele pe benzină echivalente.
Motoarele diesel au, de obicei plaja de cuplu între 1600-2000 de RPM pentru o un motor de capacitate mică (și mai joasă pentru un motor mare, cum ar fi unul de camion). Acesta furnizează un control mai bun pentru încărcăturile mai grele, la demaraj, astfel în mod crucial, dă voie motoarelor diesel să suporte încărcături mai grele la plecare decât un motor pe benzină, iar asta îl face mai economic pentru astfel de sarcini.
Această caracteristică nu este dorită la mașini private, astfel, motoarele diesel folosite în mașinile moderne folosesc control electronic, turbine cu geometrie variabile și bătăi mai scurte ale cilindrilor pentru a avea plaje de cuplu mai largi, de obicei atingând cuplul motor cel mai mare, între 2500-3000 de RPM.
Deși  motoarele diesel au mai mult cuplu motor la turație mai mică de cât cele pe benzină, motoarele diesel aspirate  au mai puțini cai-putere de cât echivalentul lor pe benzină. Această plajă de cuplu motor îngustă, este motivul pentru care camioanele au transmisii de aproximativ 18 viteze, pentru a putea valorifica cuplul motor cât mai bine.
Turbinele îmbunătățesc cuplu la turații înalte, în timp ce compresoarele mecanice ajută la îmbunătățirea performanțelor motorului la turații joase. Turbina cu geometrie variabilă îmbunătățește cuplul motor pe întreagă plajă de cuplu, fie la turație mică sau mare.

### Siguranță în exploatare
Flamabilitatea combustibilului
Motorina are o flamabilitate scăzută, cauzând un risc minor de incendiu datorat unui vehicul care este echipat cu un motor diesel. Pe iahturi, motorul diesel este folosit, pentru că cele pe benzină generează vapori ușori inflamabili, care se pot acumula în partea de jos a navei, încât, câteodată cauzează explozii la bordul lor. Astfel sistemele de ventilare pentru navele care au motoare pe benzină sunt necesare.
Armata Statelor Unite ale Americi și NATO folosesc numai motoare diesel sau pe turbine pe gaze pentru a limita pericolul de incendiu.
Deși nici benzina, nici motorina nu sunt explozive în stare lichidă, ambele pot crea un amestec de vapori și aer explosiv, sub condițiile corecte.
Astfel, motorina este mai puțin susceptibilă în a crea aceste amestecuri explozibile, din cauza ratei de emanare a vaporilor, care este o indicare a ratei evaporării.
Tancurile armatei americane din timpul celui de al 2-lea război mondial dotate cu motoare pe benzină erau poreclite Ronson (firmă producătoare de brichete), din cauza probabilității de a exploda mai ușor, atunci când erau lovite de inamic (deși atunci când erau lovite, incendiile de tancuri erau cauzate mai de grabă de exploziile munițiilor, decât de cele de combustibili).